# Fernsehturm Hegyhátsál
Der Fernsehturm Hegyhátsál [ˈhɛɟhaːtʃaːl] ist ein Sendeturm für UKW-Rundfunk und TV in der Nähe der ungarischen Gemeinde Hegyhátsál im Komitat Vas. Der Turm wurde gegen Ende der 1980er-Jahre erbaut, sein Mastfuß befindet sich in 248 m Höhe. Seine Bauweise ist recht ungewöhnlich, er besteht aus einem Stahlbetonturm als Unterbau, auf dem sich ein am Erdboden abgespannter Rohrmast befindet. Eine solche Konstruktion, die sich aus der Kombination zweier unterschiedlicher Bauweisen ergibt, wird als Hybridturm bezeichnet. Sie wird insbesondere bei Windkraftanlagen verwendet. Hierdurch werden größere Höhen möglich (mit mehr Windertrag), ohne durch den dann zwangsläufig auch ansteigenden Durchmesser der Stahlröhre deren Transportfähigkeit zu gefährden.
Der Turm dient neben der Verbreitung von UKW-Hörfunk und Fernsehprogrammen seit 1994 auch zur Überwachung des Kohlendioxidgehalts der Luft. Hierfür trägt er entsprechende Instrumente in 10, 48, 82 und 115 Metern Höhe.
An den beiden obersten Messstellen befinden sich auch Wind-, Temperatur- und Luftfeuchtemessgeräte.

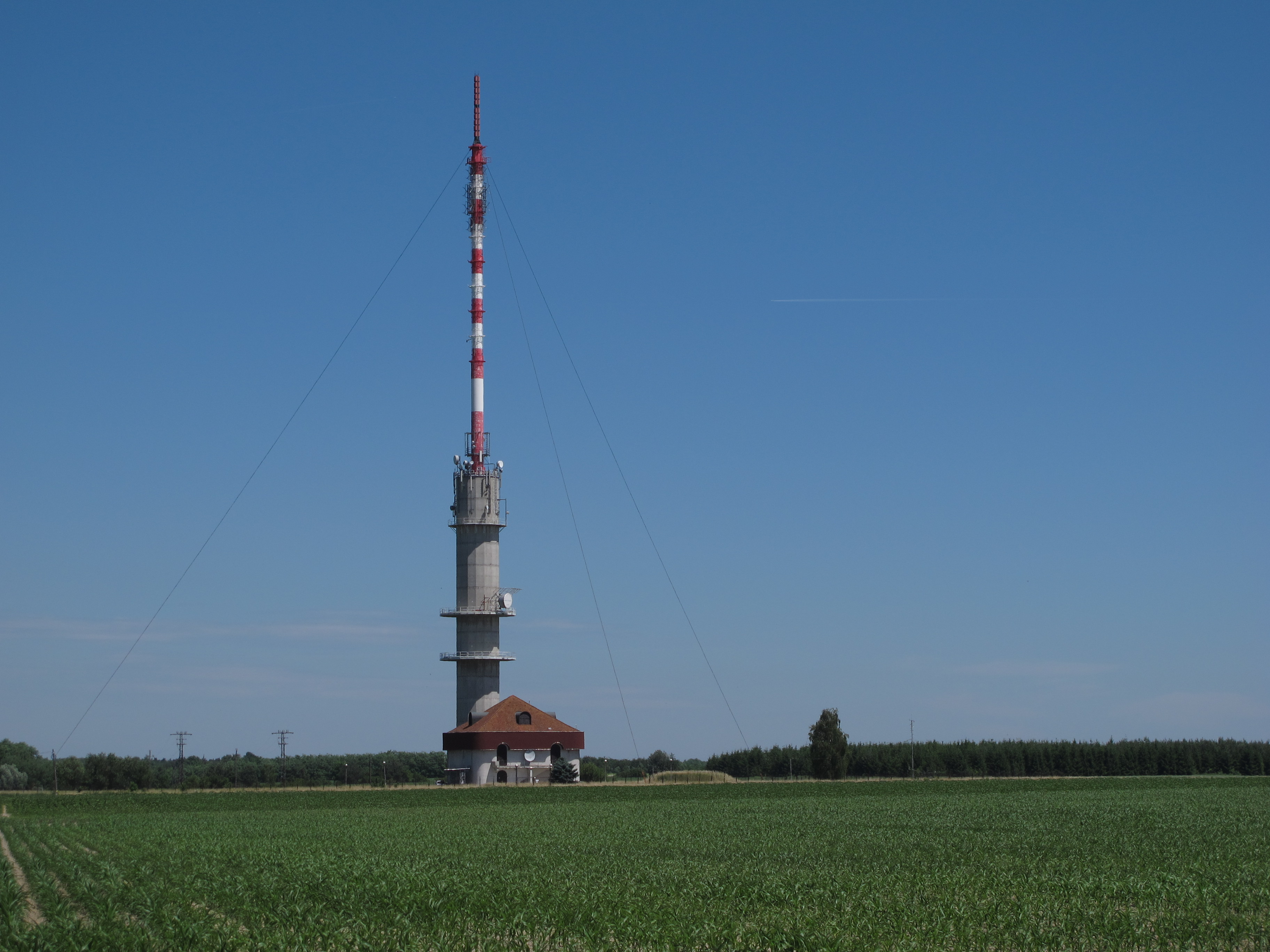
Fernsehturm Hegyhátsál

## Ausgestrahlte Programme

### Hörfunk
| Sender               | Frequenz   | ERP    | RDS      |
| -------------------- | ---------- | ------ | -------- |
| Kossuth Rádió (MR 1) | 91,60 MHz  | 6,8 kW | KOSSUTH_ |
| Petőfi Rádió (MR 2)  | 98,20 MHz  | 7,5 kW | PETOFI__ |
| Retro Rádió          | 101,20 MHz | 1 kW   | _RETRO__ |
| Dankó Rádió (MR 4)   | 103,60 MHz | 3,2 kW | _DANKO__ |
| Bartók Rádió (MR 3)  | 106,90 MHz | 3 kW   | BARTOK__ |

### TV
| Programm     | Kanal-Nummer         |
| ------------ | -------------------- |
| DVB-T2 MUX E | 22                   |
| DVB-T2 MUX D | 29                   |
| DVB-T2 MUX C | 32                   |
| DVB-T MUX B  | 33                   |
| mtv 1        | 33 (ehemalig Analog) |
| DVB-T MUX A  | 41                   |
| TV2          | 46 (ehemalig Analog) |